# Макије (Терни)
Макије је насеље у Италији у округу Терни, региону Умбрија.
Према процени из 2011. у насељу је живело 375 становника. Насеље се налази на надморској висини од 474 м.